# 邢尚簡
邢尚簡（1508年—？），字原敬，號鄑野，山東萊州府平度州昌邑縣城东隅人，民籍，明朝政治人物。

## 生平
嘉靖十九年（1540年）庚子科山東鄉試第三十七名舉人。嘉靖二十年（1541年）聯捷辛丑科三甲進士。初授直隸新安縣（今河北省安新縣）知縣，改真定縣，二十四年十二月擢四川道試監察御史。先後巡按甘肃、保定，掌京道。三十三年七月升南京大理寺右寺丞，进大理寺左少卿，三十七年四月转都察院右佥都御史，四十年四月晋大理寺卿。因丁憂去官。

## 家族
曾祖邢志；祖父邢瓘，曾任推官；父邢時舉，曾任監生。母朱氏。慈侍下。弟尚宽、尚公、尚德、尚清。